# Allophylus congolanus
Allophylus congolanus är en kinesträdsväxtart som beskrevs av Ernest Friedrich Gilg. Allophylus congolanus ingår i släktet Allophylus och familjen kinesträdsväxter. Inga underarter finns listade i Catalogue of Life.